# Сильно регулярный граф

Граф Пэли 13-го порядка, сильно регулярный граф с параметрами srg(13,6,2,3).

Сильно регулярный граф — вариация понятия регулярный граф.

## Определение
Пусть {\displaystyle G=(V,E)} — регулярный граф с {\displaystyle v}  вершинами и степенью {\displaystyle k}.  Говорят, что {\displaystyle G}  является сильно регулярным, если существуют целые {\displaystyle \lambda } и {\displaystyle \mu } такие, что:
- Любые две смежные вершины имеют {\displaystyle \lambda } общих соседей.

- Любые две несмежные вершины имеют {\displaystyle \mu } общих соседей.

### Замечания
- Графы описанного типа иногда обозначаются как  {\displaystyle srg(v,k,\lambda ,\mu )}.

- Некоторые авторы исключают графы, которые удовлетворяют условиям тривиально, а именно графы, являющиеся несвязным объединением одного или более полных графов одного размера[1] [2], и их дополнения, графы Турана.

## Свойства
- Сильно регулярный граф {\displaystyle srg(v,k,\lambda ,\mu )} является дистанционно-регулярным с диаметром {\displaystyle 2}, только в том случае, когда {\displaystyle \mu \neq 0}.

- Четыре параметра в {\displaystyle srg(v,k,\lambda ,\mu )} не являются независимыми и должны удовлетворять следующему условию:

{\displaystyle (v-k-1)\mu =k(k-\lambda -1)}
Это условие можно получить очень просто, если подсчитать аргументы следующим образом:
- Представим вершины графа лежащими на трёх уровнях. Выберем любую вершину как корень, уровень {\displaystyle 0}. Тогда её {\displaystyle k} соседних вершин лежат на уровне {\displaystyle 1}, а все оставшиеся лежат на уровне {\displaystyle 2}.
- Вершины уровня {\displaystyle 1} связаны непосредственно с корнем, а потому они должны иметь {\displaystyle \lambda } других соседей, являющихся соседями корня, и эти соседи должны также лежать на уровне {\displaystyle 1}. Поскольку каждая вершина имеет степень {\displaystyle k}, имеется {\displaystyle k-\lambda -1} рёбер, соединяющих каждую вершину уровня {\displaystyle 1} с уровнем {\displaystyle 2}.
- Вершины уровня {\displaystyle 2} не связаны непосредственно с корнем, а потому они должны иметь {\displaystyle \mu } общих соседей с корнем, и все эти соседи должны лежать на уровне {\displaystyle 1}. Таким образом, {\displaystyle \mu } вершин уровня {\displaystyle 1} связаны с каждой вершиной уровня {\displaystyle 2} и каждая из {\displaystyle k} вершин на уровне 1 связана с {\displaystyle k-\lambda -1} вершин на уровне {\displaystyle 2}. Получаем, что число вершин на уровне {\displaystyle 2} равно {\displaystyle k(k-\lambda -1)/\mu }.
- Полное число вершин на всех трёх уровнях, таким образом, равно {\displaystyle v=1+k+k(k-\lambda -1)/\mu } и после преобразования, получим {\displaystyle (v-k-1)\mu =k(k-\lambda -1)}.

- Пусть {\displaystyle \mathbf {I} } обозначает единичную матрицу (порядка {\displaystyle v}) и пусть {\displaystyle \mathbf {J} } обозначает матрицу, все элементы которой равны {\displaystyle 1}. Матрица смежности {\displaystyle \mathbf {A} } сильно регулярного графа имеет следующие свойства:
  - {\displaystyle \mathbf {A} \mathbf {J} =k\mathbf {J} }
(Это тривиальное перефразирование требования равенства степени вершин числу {\displaystyle k}).
  - {\displaystyle {\mathbf {A} }^{2}+(\mu -\lambda ){\mathbf {A} }+(\mu -k){\mathbf {I} }=\mu {\mathbf {J} }}
(Первый член, {\displaystyle {\mathbf {A} }^{2}}, даёт число двухшаговых путей из любой вершины ко всем вершинам. Второй член, {\displaystyle (\mu -\lambda ){\mathbf {A} }}, соответствует непосредственно связанным рёбрам. Третий член,{\displaystyle (\mu -k){\mathbf {I} }}, соответствует тривиальным парам, когда вершины в паре те же самые).

- Граф имеет в точности три собственных значения:
  - {\displaystyle k}, кратность[англ.] которого равна 1
  - {\displaystyle {\frac {1}{2}}\left[(\lambda -\mu )+{\sqrt {(\lambda -\mu )^{2}+4(k-\mu )}}\right]}, кратность которого равна {\displaystyle {\frac {1}{2}}\left[(v-1)-{\frac {2k+(v-1)(\lambda -\mu )}{\sqrt {(\lambda -\mu )^{2}+4(k-\mu )}}}\right]}
  - {\displaystyle {\frac {1}{2}}\left[(\lambda -\mu )-{\sqrt {(\lambda -\mu )^{2}+4(k-\mu )}}\right]}, кратность которого равна {\displaystyle {\frac {1}{2}}\left[(v-1)+{\frac {2k+(v-1)(\lambda -\mu )}{\sqrt {(\lambda -\mu )^{2}+4(k-\mu )}}}\right]}

- Сильно регулярные графы, для которых {\displaystyle 2k+(v-1)(\lambda -\mu )=0}, называются конференсными ввиду их связи с симметричными конференсными матрицами. Число независимых параметров этих графов сокращается до одного — {\displaystyle srg\left(v,{\frac {v-1}{2}},{\frac {v-5}{4}},{\frac {v-1}{4}}\right)}.

- Сильно регулярные графы, для которых {\displaystyle 2k+(v-1)(\lambda -\mu )\neq 0}, имеют целочисленные собственные значения с неравными кратностями.

- Дополнение {\displaystyle srg(v,k,\lambda ,\mu )} также сильно регулярно — это  {\displaystyle srg(v,v-k-1,v-2-2k+\mu ,v-2k+\lambda )}.

## Примеры
- {\displaystyle srg(5,2,0,1)} — Цикл длины 5;
- {\displaystyle srg(10,3,0,1)} —  Граф Петерсена;
- {\displaystyle srg(16,5,0,2)} — Граф Клебша;
- {\displaystyle srg(16,6,2,2)} — Граф Шрикханде , который не является дистанционно-транзитивным;
- {\displaystyle srg(27,10,1,5)} — Рёберный граф обобщённого четырёхугольника {\displaystyle GQ(2,4)};
- {\displaystyle srg(27,16,10,8)} — Граф Шлефли [3];
- {\displaystyle srg(28,12,6,4)} — Графы Чана;
- {\displaystyle srg(50,7,0,1)} — Граф Хоффмана-Синглтона;
- {\displaystyle srg(56,10,0,2)} — Граф Гевирца;
- {\displaystyle srg(77,16,0,4)} — Граф M22;
- {\displaystyle srg(81,20,1,6)} — Граф Брауэра — Хемерса;
- {\displaystyle srg(100,22,0,6)} — Граф Хигмана — Симса;
- {\displaystyle srg(162,56,10,24)} — Локальный граф МакЛафлина[англ.];
- {\displaystyle srg(q,{\frac {q-1}{2}},{\frac {q-5}{4}},{\frac {q-1}{4}})} — Граф Пэли порядка {\displaystyle q};
- {\displaystyle srg(n^{2},2n-2,n-2,2)} — {\displaystyle n\times n} квадратный ладейный граф .

Сильно регулярный граф называется простым, если и граф, и его дополнение связны. Все вышеприведённые графы просты, так как в противном случае {\displaystyle \mu =0} или {\displaystyle \mu =k}.

### Графы Мура
Сильно регулярные графы с {\displaystyle \lambda =0} не содержат треугольников. Кроме полных графов с числом вершин меньше 3 и всех полных двудольных графов семь приведённых выше — это все известные графы этого вида. Сильно регулярные графы с {\displaystyle \lambda =0} и {\displaystyle \mu =1} являются графами Мура с обхватом 5. Опять, три графа, приведённые выше, с параметрами {\displaystyle srg(5,2,0,1)}, {\displaystyle srg(10,3,0,1)} и {\displaystyle srg(50,7,0,1)}, являются единственными известными графами этого вида. Единственное другое возможное множество параметров, соответствующее графам Мура — это {\displaystyle srg(3250,57,0,1)}. Неизвестно, существует ли такой граф, и если существует, единственный ли он.